# DuckTales (gra komputerowa)
DuckTales (jap. わんぱくダック夢冒険 Wanpaku Dakku Yume Bōken) – komputerowa gra platformowa wyprodukowana i wydana w 1989 roku przez firmę Capcom. Została wydana na konsole Nintendo Entertainment System i Game Boy. Jest adaptacją serialu animowanego Kacze opowieści. Gra opisuje historię Sknerusa McKwacza, który podróżuje po świecie, żeby odzyskać utracone pieniądze.
Stworzona przez zespół odpowiedzialny za serię Mega Man, Duck Tales sprzedało się w ponad milionie egzemplarzy na każdej platformie. Gra była chwalona za sterowanie i nieliniową rozgrywkę. Kontynuacja gry o nazwie DuckTales 2 ukazała się w 1993 roku.
Reedycja gry została wydana w 2013 roku przez firmę WayForward Technologies. Nowa wersja zawiera między innymi nowe lokacje i poprawioną warstwę graficzną.

## Fabuła
Pewnego dnia Sknerus dowiaduje się od Hyzia, Dyzia i Zyzia, że w kryjówce Drakuli jest ukryty skarb. Pomimo że Sknerus jest najbogatszą kaczką na świecie ma zamiar go zdobyć. Przed zrobieniem tego McKwacz musi zdobyć 5 innych wartościowych rzeczy. Sknerus odwiedza amazońską dżunglę, Transylwanię, kopalnie afrykańskie, Himalaje i księżyc. O skarbie u Drakuli dowiedział się także Granit Forsant. Po znalezieniu kosztowności Sknerus udaje się do Transylwanii. Po wygraniu z Drakulą ukazuje się gazeta, która opisuje zwycięstwo gracza.

### Alternatywne zakończenie
Wersja na Nintendo Entertainment System zawiera alternatywne zakończenie, gdy postać zbierze przynajmniej 10 milionów dolarów i znajdzie 2 sekretne przedmioty. Tak samo jak w zwykłym zakończeniu jest pokazana gazeta, ale tym razem Sknerus ma na głowie koronę, a obok widnieje napis „Sknerus zachwycił świat odnajdując dwa ukryte skarby”. Drugim alternatywnym zakończeniem jest wersja, gdzie gracz przez całą grę nie zbierze żadnej monety. W tym wypadku gazeta mówi o „zgubieniu całego swojego majątku podczas szukania ukrytego skarbu. Użyje ich do odbudowania swojego imperium”.

## Rozgrywka
Gracz kontroluje Sknerusa poruszającego się po dwuwymiarowych poziomach, które można rozegrać w dowolnej kolejności. Podczas gry postać może zabić przeciwników za pomocą swojej laski. Na planszach występują bohaterowie niezależni, którzy pomagają Sknerusowi. Na końcu każdej z pięciu misji pojawia się boss, który broni skarbu. Po jego zabiciu zliczane są monety za wszystkie zebrane kryształy. Gracz przenosi się między lokacjami za pomocą pojazdów takich jak UFO czy helikopter.

## Odbiór
Duck Tales spotkało się z pozytywnym odbiorem w mediach. Redaktorzy „Electronic Gaming Monthly” pochwalili rozgrywkę i oprawę graficzną w wersji na konsolę NES. Stwierdzili także, że produkt został przygotowany „z myślą o młodych graczach” ze względu na krótki czas przejścia gry i niski poziom trudności. Natomiast recenzenci z Mean Machines określili grę jako trudną i wymagającą opisując, że „wymaga wiele umiejętności, żeby przejść ją za jednych zamachem”. „Nintendo Power” opisało port na Game Boya jako wierną kopię wersji NES. Gra znalazła się na 10. miejscu na liście stu najlepszych gier na Nintendo w serwisie IGN. Duck Tales sprzedała się w nakładzie 1,67 miliona egzemplarzy.

## DuckTales: Remastered
Reedycja DuckTales o nazwie DuckTales: Remastered została wyprodukowana przez firmę WayForward Technologies i wydana w 2013 roku na platformy Microsoft Windows, PlayStation 3, Xbox 360 i Wii U. Oficjalna zapowiedź gry odbyła się 22 marca 2013 roku na targach Penny Arcade Expo. Pierwsze dyskusje między firmami Capcom i Disney na temat ewentualnej reedycji odbyły się w 2010 roku, jednak prace nad projektem rozpoczęły się pod koniec 2011 roku.
DuckTales: Remastered jest wykonane w grafice 2.5D, gdzie poziomy są w 3D, a ręcznie wykonane sprite'y postaci w 2D.